# Chucrallah-Nabil El-Hage
Chucrallah-Nabil El-Hage, também Shukrallah Nabil El Hajj, (Hajjé, Líbano, 26 de fevereiro de 1943) é um clérigo maronita libanês e arcebispo emérito de Tiro.

## Biografia
Nabil Hage fez seus estudos secundários no Seminário Patriarcal Maronita em Ghazir, Líbano. Em 1963 ingressou no Grande Seminário Oriental de Beirute, onde estudou Filosofia e Teologia. Foi ordenado sacerdote em 13 de junho de 1970. É formado em Teologia, em Francês e doutor em Semântica, obtido na França em 1978.
Hage foi professor e diretor espiritual no Seminário Patriarcal de Ghazir (1971-1972), secretário do Arcebispado de Tiro e pároco assistente de Notre Dame des Mers (1973-1974), pároco de Alma El-Chaab (1975-1978; 1982-1983), assistente do Monsenhor Joseph Hayek em Marselha (1978-1981), pároco de Hajjé e Kfarwa (1985-1992). Ele foi Protosincello da Arqueparquia de Tiro de 1993 até sua nomeação. Ele também lecionou francês na Universidade Libanesa de Saida, fundou o centro paroquial em Hajjé e a casa do clero, e escreveu vários artigos na revista "Notre vie liturgique", colaborando também em sua gestão.
No Sínodo dos Bispos da Igreja Maronita de Antioquia, que se reuniu em Bkerké de 9 a 14 de junho de 2003, ele foi canonicamente eleito Arcebispo de Tiro. A confirmação do Papa João Paulo II foi dada em 25 de setembro de 2003. O Patriarca de Antioquia, Cardeal Nasrallah Boutros Sfeir, e os co-consagradores, Bispo Auxiliar Roland Aboujaoudé, e seu predecessor, Dom Maroun Khoury Sader, o consagraram em 29 de novembro do mesmo ano, na basílica maronita de Nossa Senhora do Líbano em Harissa.
Na Assembleia Especial do Sínodo dos Bispos sobre o Oriente Médio, o Arcebispo considerou que os cristãos não devem lutar sozinhos, mas viver em solidariedade com todos os cidadãos. Ele citou a Fundação ADYAN, criada por cristãos e muçulmanos libaneses em 2006, como um exemplo de convivência interreligiosa. Em muitos sermões e contribuições, ele pediu aos cristãos libaneses que não deixassem o país.
Em 1º de novembro de 2020, o Sínodo da Igreja Maronita anunciou a aceitação de sua aposentadoria.